# Cerastium azerbaijanicum
Cerastium azerbaijanicum är en nejlikväxtart som beskrevs av Poursakhi, Assadi och F.Ghahrem. Cerastium azerbaijanicum ingår i släktet arvar, och familjen nejlikväxter. Inga underarter finns listade i Catalogue of Life.